# Chelem
Chelem es un puerto pesquero de estado de Yucatán en México.     
Ubicado en el litoral norte de la Península de Yucatán, al poniente del puerto de Progreso, que ha sido transformado en un lugar preponderantemente turístico gracias a sus playas, a su ría y a la vecindad con Yukalpetén, el puerto de abrigo que sirve a las embarcaciones de los pescadores de la región. Su proximidad al puerto de Progreso hace que la localidad sea muy visitada, particularmente durante los meses del verano.

## Toponimia
El Chelem significa en idioma maya lugar de la urraca, proviniendo de ch'eel, urraca. También se le llama con ese nombre a una agavacea muy común en la vegetación de duna costera, que resalta por su floración sobre una vara que alcanza hasta los 5 m de altura conocida como Agave vivipara (antes Agave Angustifolia). Se distribuía extensamente en la zona y aún es posible verla entre la carretera Chelem-Chuburna.

## Localización
Chelem se encuentra 9 km al poniente del puerto de Progreso (Yucatán) y 45 km al norte de la ciudad de Mérida, la capital del estado de Yucatán. Pertenece al municipio de Progreso.

## Galería

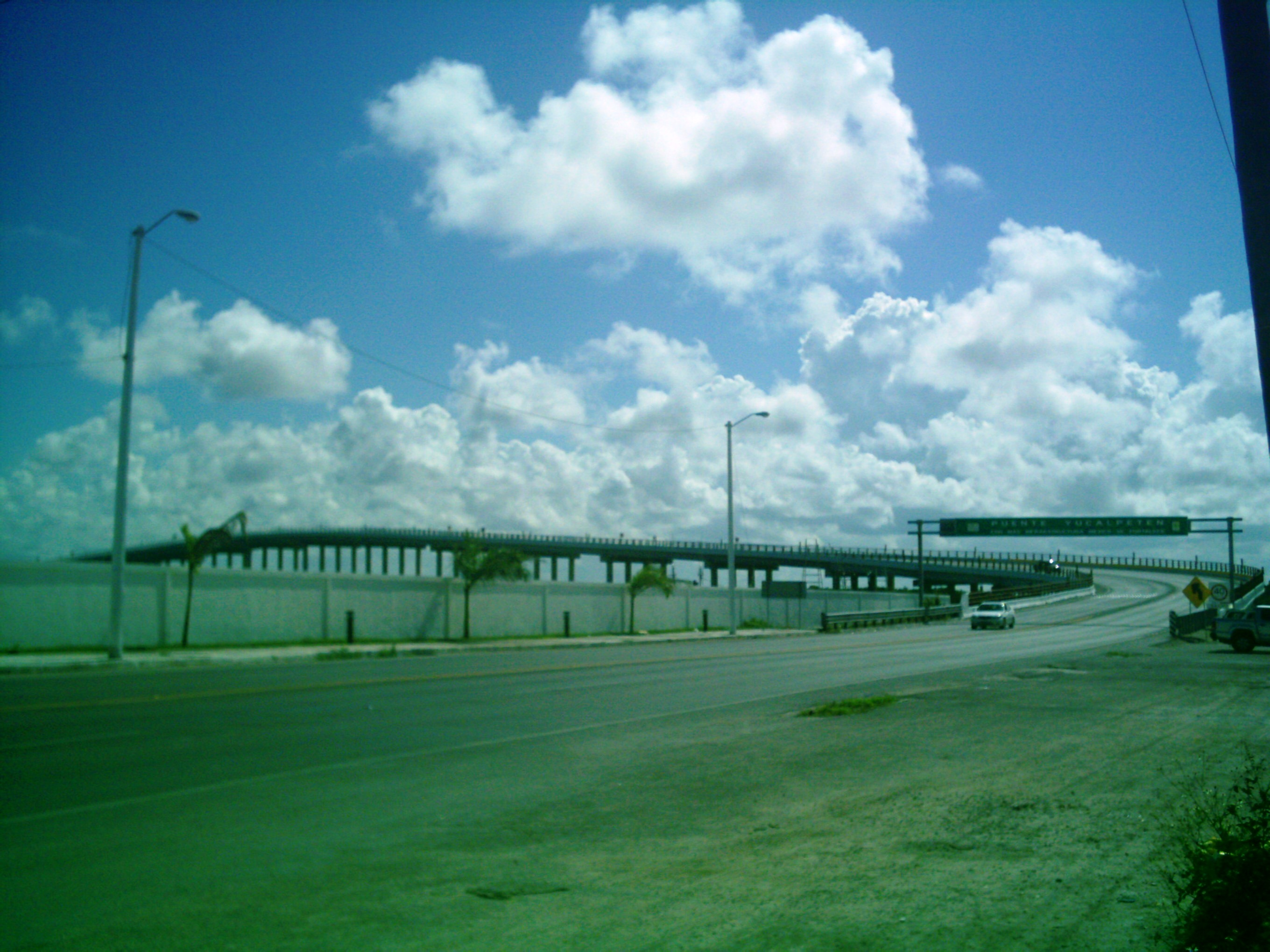
Puente Yucalpetén-Chelem.
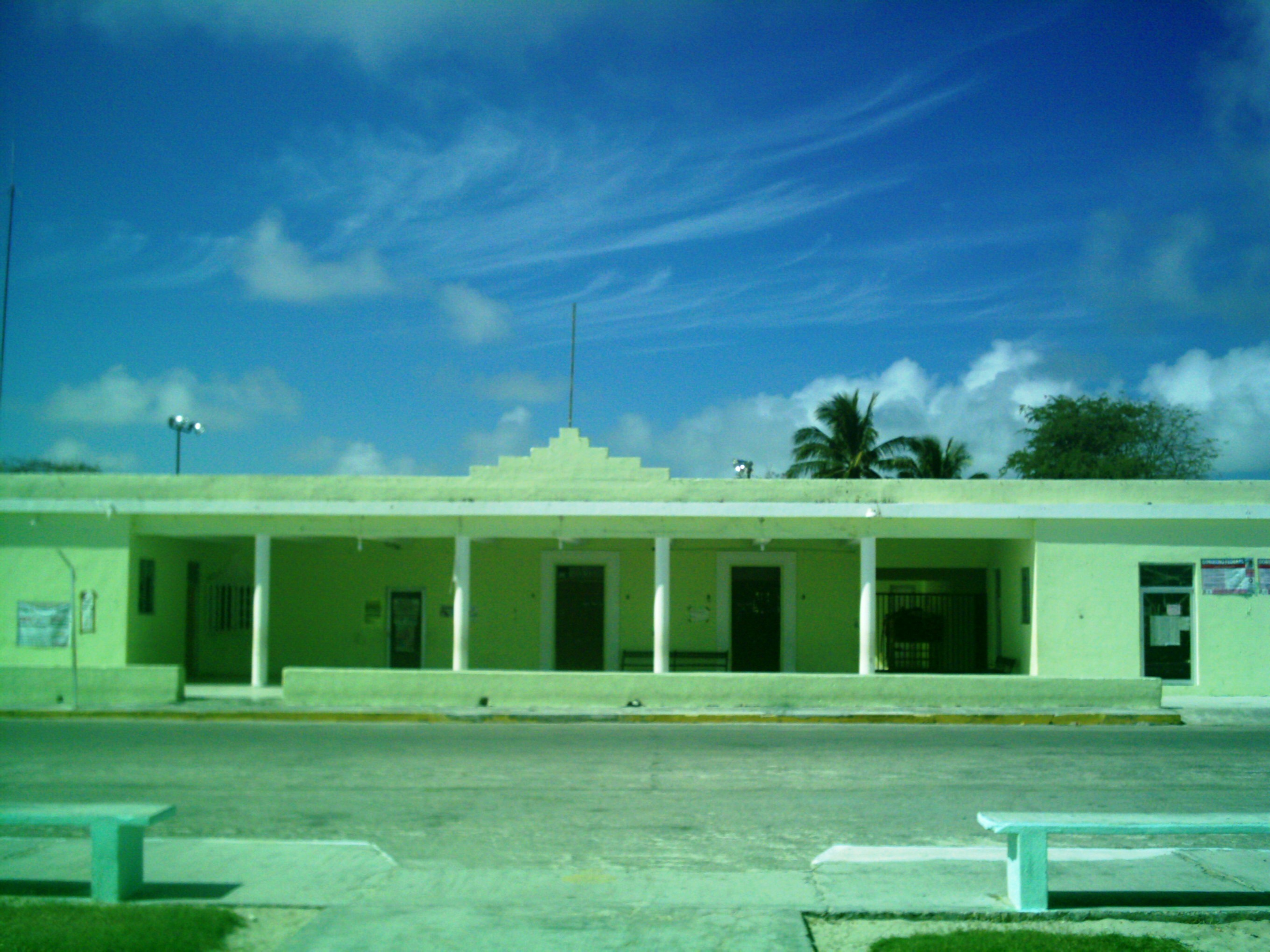
Casa comisarial de Chelem.
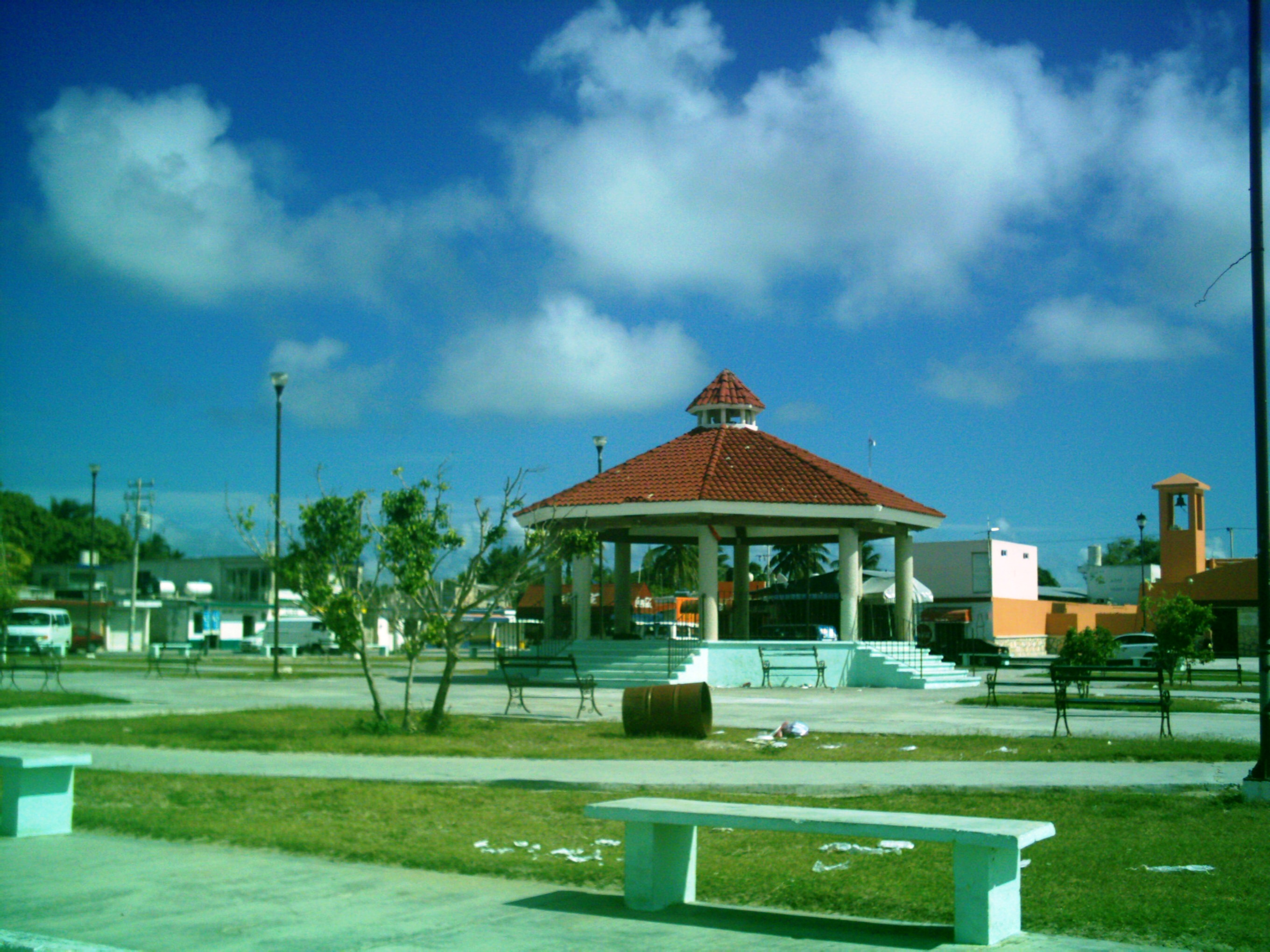
Parque principal de Chelem.
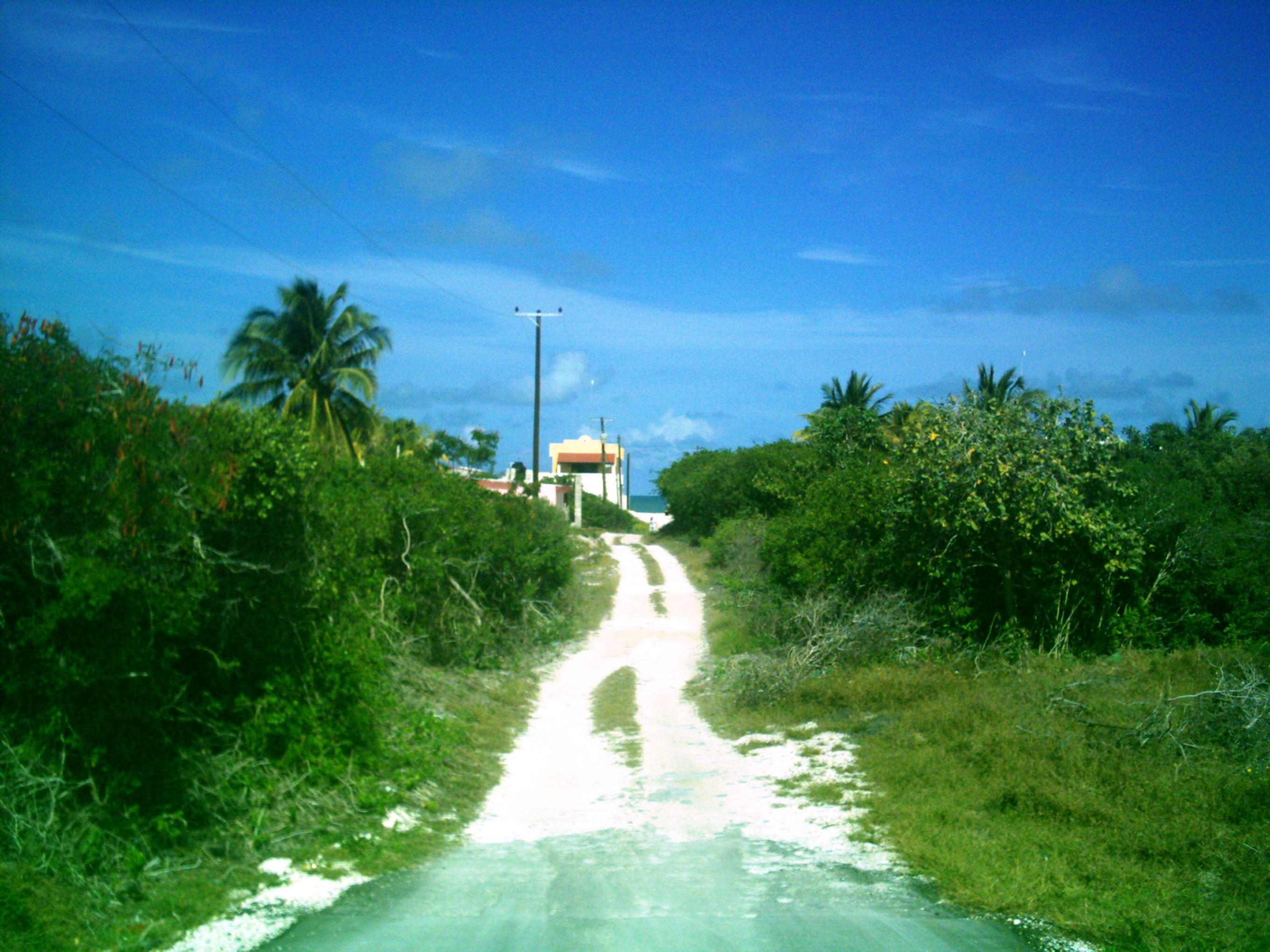
Calle a la playa de Chelem.
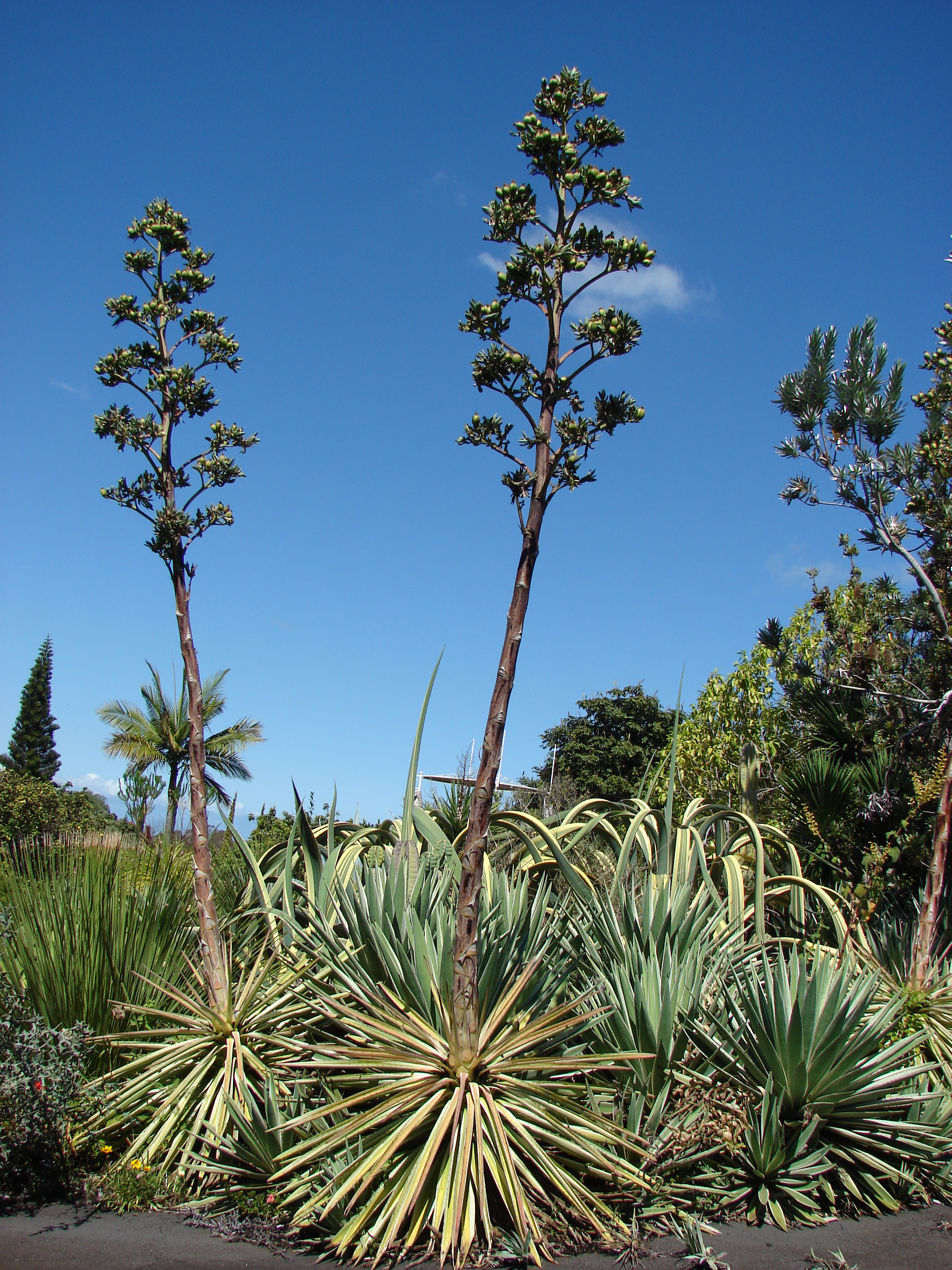
Agave vivipara (Chelem)